# Chondrosteosaurus gigas
Il condrosteosauro (Chondrosteosaurus gigas) è un dinosauro erbivoro appartenente ai sauropodi. Visse nel Cretaceo inferiore (Barremiano, circa 125 milioni di anni fa) e i suoi resti sono stati ritrovati in Inghilterra.

## Classificazione
Questo dinosauro è conosciuto solo per un paio di vertebre, rinvenute nella seconda metà dell'Ottocento sull'Isola di Wight, nella formazione Wessex. Descritte per la prima volta da Richard Owen nel 1876, queste vertebre furono considerate caratteristiche per la presenza di cavità, oggi interpretate come cavità pneumatiche. Harry Seeley, qualche anno prima, aveva descritto simili strutture pneumatiche in un esemplare di Ornithopsis, un altro dinosauro sauropode (all'epoca considerato un gigantesco pterosauro). Owen dissentì da questa interpretazione, che sostanzialmente collegava uccelli (dotati di ossa pneumatiche) e pterosauri, e interpretò i resti come quelli di un rettile acquatico simile a una balena; in questo caso le cavità interne delle vertebre sarebbero state riempite di cartilagine (da qui il nome del genere Chondrosteosaurus, ovvero "lucertola di cartilagine e ossa"); le cavità più esterne, secondo Owen, erano comunque connesse con i polmoni. Attualmente, invece, Chondrosteosaurus e tutti i sauropodi sono considerati rettili terrestri con vertebre dotate di cavità per alleggerire il peso corporeo. Owen descrisse un'altra specie basata su vertebre frammentarie, C. magnus, che però non è più considerata appartenere allo stesso genere.